# Darren Bent
Darren Ashley Bent (født 6. februar 1984 i Tooting, England) er en engelsk fodboldspiller, der spiller for Burton Albion, udlejet fra Derby.
Darren Bent startede sin professionelle karriere hos Ipswich Town F.C. i 2001. Han opnåede 122 kampe for Ipswich, hvor han scorede 47 mål, før han skiftede til Charlton Athletic. Han opnåede i Charlton status som topscorer i to sæsoner i træk, og skiftede herefter til Tottenham Hotspur for et for Tottenham rekordstort transfer beløb på 16,5 millioner pund. Efter to sæsoner i Tottenham blev han solgt til Sunderland, hvor han var tilknyttet frem til januar 2011. Her blev han solgt videre til Aston Villa for 160 millioner kroner.
Han har spillet på Englands ungdomslandshold (U-15, U-16, U-17 og U-19). Før han nåede U-21 landsholdet opnåede han 14 kampe og 9 mål for landsholdene. Han blev første gang udtaget til A-landsholdet i en kamp mod Danmark den 17. august 2005, men kom ikke på banen. Han debuterede senere på A-landsholdet i en kamp mod Uruguay i 2006.

## Eksterne links
- Darren Bents spillerprofil hos UEFA (engelsk)
- Darren Bents profil hos EU-football.info (engelsk)
- Darren Bents spillerprofil på Transfermarkt (engelsk)
- Darren Bents spillerprofil på national-football-teams.com (engelsk)
- Darren Bents profil på WorldFootball.net (engelsk)
- Darren Bents spillerprofil på Soccerbase.com (engelsk)
- Darren Bents profil hos FootballDatabase.eu (engelsk)
- Darren Bents spillerprofil på Soccerway (engelsk)
- Darren Bents profil på Zero Zero (engelsk)
- Darren Bents spillerprofil på Mackolik.com (tyrkisk)